# Miel I (Wasserkraftwerk)
Die Patángoras-Talsperre befindet sich am Río La Miel, einem linken Nebenfluss des Río Magdalena, in der Zentralkordillere Kolumbiens. Die Talsperre liegt im Departamento de Caldas, 125 km nordwestlich von Bogotá.

## Patángoras-Talsperre
Die Patángoras-Talsperre (span. Presa Patángoras) ist mit 188 Metern Höhe die zurzeit höchste Staumauer in Walzbeton- bzw. RCC-Bauweise (RCC=roller compacted concrete). Die Staumauer wurde 2002 fertiggestellt und übertraf damit den vorher bestehenden Rekord von 136 m Höhe.
Die Staumauer ist Teil eines Wasserkraft-Projekts in der Gemeinde Norcasia im Departamento Caldas. Die Talsperre wurde zwischen Dezember 1997 und Dezember 2002 gebaut. Der Walzbeton mit einem Volumen von 1,75 Millionen Kubikmetern wurde innerhalb von 25 Monaten eingebracht.

## Wasserkraftwerk La Miel I
Das Wasser wird auf der nördlichen Seite des Staudamms dem unterirdisch gelegenen Kraftwerk La Miel I (span. Central Hidroeléctrica Miel I) zugeführt. Das Kavernenkraftwerk besteht aus drei Einheiten mit jeweils einer Francis-Turbine mit 125 MW Leistung. Das Umspannwerk (⊙) liegt 400 m nördlich des Staudamms. Die Ausbauwassermenge beträgt 84 m³/s. Die durchschnittliche Jahresenergieproduktion lag anfangs bei 1460 GWh. Durch die Zuleitung von Wasser der Flüsse Río Guarinó und Río Manso erhöhte sich die Jahresenergieproduktion auf 2012 GWh. Über einen 4,1 km langen unterirdischen Ableitungskanal gelangt das Wasser wieder zurück in den Fluss (⊙).

## Amaní-Stausee
Der Río La Miel wird durch den Staudamm auf einer Länge von 22 km zum Amaní-Stausee (span. Embalse Amaní) aufgestaut. Der Río Moro wird auf einer Länge von 14 km aufgestaut. Die maximale Seebreite liegt bei etwa 500 m. Der Stausee bedeckt eine Fläche von 12,2 km². Das Stauziel liegt bei 445,5 m. Der Speicherraum beträgt 565 Millionen m³.